# Fluvastatina
Fluvastatina è un composto ipolipemizzante di completa sintesi chimica, appartenente alla famiglia delle statine, che viene impiegato in associazione alla dieta, all'attività fisica ed alla ricerca della perdita di peso per ridurre l'ipercolesterolemia, trattare le condizioni associate e prevenire la malattia cardiovascolare. Il farmaco è sostanzialmente un racemo di due eritro–enantiomeri, l'eutomero dei quali è responsabile dell'attività farmacologica. In Italia il farmaco è venduto dalla società farmaceutica Novartis con il nome commerciale Lescol.
A seguito della scadenza dei brevetti viene inoltre commercializzato da numerose altre società farmaceutiche come medicinale generico.

## Farmacodinamica
Fluvastatina appartiene alla famiglia delle statine (o vastatine), e come tutte queste è un inibitore selettivo e competitivo dell'enzima HMG-CoA reduttasi (3-idrossi-3-metiglutaril coenzima A reduttasi). Questo enzima è deputato alla conversione di 3-idrossi-3-metilglutaril coenzima A in mevalonato. Questa conversione è una reazione precoce e limitante la biosintesi degli steroli, compreso il colesterolo di cui mevalonato è un precursore fondamentale.

Il principale organo bersaglio su cui agisce fluvastatina per ridurre le concentrazioni di colesterolo è il fegato.
Le lipoproteine a bassa densità (LDL) si formano a partire dalle VLDL e sono catabolizzate in particolare dal recettore ad alta affinità per le LDL.
Il farmaco provoca un aumento del numero dei recettori per le LDL sulla superficie degli epatociti, ed a questo consegue perciò un incremento della captazione e del catabolismo di queste lipoproteine. 
La molecola agisce inoltre inibendo la sintesi epatica delle VLDL, riducendo in sostanza il numero totale di lipoproteine appartenenti ad entrambe le classi, VLDL ed LDL.

Studi clinici hanno evidenziato che fluvastatina riduce le concentrazioni di colesterolo VLDL con un aumento del catabolismo del colesterolo LDL. Anche l'apolipoproteina B diminuisce in modo netto durante il trattamento con fluvastatina, mentre si assiste ad un incremento variabile del colesterolo HDL e ad una riduzione dei trigliceridi plasmatici. Il risultato finale di queste modificazioni è una riduzione dei rapporti tra colesterolo totale e colesterolo HDL così come tra colesterolo LDL e colesterolo HDL.
La risposta terapeutica si raggiunge nel giro di due settimane e una risposta massima si ottiene entro quattro settimane. 
In uno studio alla fine della quarta settimana di trattamento, la riduzione media del colesterolo–LDL è stata pari al 38% e alla fine della ventiquattresima settimana (endpoint dello studio) la riduzione media del colesterolo–LDL è stata pari al 35%.

## Farmacocinetica
Dopo somministrazione per via orale fluvastatina è assorbita rapidamente e completamente (98%) dal tratto gastroenterico. 
La somministrazione con un pasto rallenta la velocità di assorbimento della molecola.
La biodisponibilità assoluta, valutata sulla base delle concentrazioni ematiche sistemiche, è pari al 24%.
Fluvastatina esercita i suoi effetti principali sulla ghiandola epatica che è anche l'organo prevalentemente deputato al suo metabolismo. La gran parte del farmaco circolante (più del 98%) è legato alle proteine plasmatiche.
La molecola è metabolizzata prevalentemente nel fegato. Il principale metabolita è l'acido N–desisopropil–propionico, farmacologicamente inattivo.
Esistono anche metaboliti idrossilati, farmacologicamente attivi, non presenti in circolo. 
Le vie di biotrasformazione della fluvastatina sono multiple e coinvolgono vari isoenzimi del citocromo P450. Ne consegue che il metabolismo del farmaco è relativamente insensibile all'inibizione del CYP450. Fluvastatina inibisce solo l'isoenzima CYP2C9.
Il farmaco viene eliminato prevalentemente per via fecale (93%) ed in misura più ridotta (6%) per via urinaria. 
L'emivita terminale di fluvastatina è di 2-3 ore.
Dal momento che fluvastatina è eliminata soprattutto per via biliare esiste la possibilità di un accumulo della sostanza in soggetti con insufficienza epatica.

## Usi clinici
Il farmaco trova utilizzo nell'adulto, negli adolescenti e nei bambini affetti da ipercolesterolemia primaria, ipercolesterolemia familiare eterozigote o iperlipemia mista (tipo IIa e IIb secondo la classificazione di Fredrickson) in associazione alla dieta per ridurre i livelli elevati di colesterolo totale, colesterolo LDL, apolipoproteina B e trigliceridi, quando la risposta alla dieta e altre misure non farmacologiche (come ad esempio l'esercizio fisico o la riduzione di peso) sia risultata insoddisfacente.
Fluvastatina è stata anche autorizzata per la prevenzione degli eventi cardiovascolari maggiori (infarto del miocardio, angina instabile, stroke) in pazienti a rischio elevato di insorgenza di un primo evento cardiovascolare (malattia aterosclerotica cardiovascolare manifesta o diabete mellito), così come terapia aggiuntiva alla correzione di altri fattori di rischio.
Il farmaco trova anche indicazione in prevenzione secondaria per i soggetti sottoposti ad interventi coronarici percutanei di rivascolarizzazione.

## Effetti collaterali ed indesiderati
Gli effetti avversi più comunemente riportati in letteratura medica sono stati generalmente lievi e a carico del sistema gastrointestinale.
Si segnalano inoltre gli effetti riportati in tabella, suddivisi a seconda della frequenza di osservazione.
| Tipi di reazioni                                       | Comuni (>1/100, <1/10)                   | Non comuni (>1/1.000, <1/100) | Rare (>1/10.000, <1/1.000)                               | Molto rare (<1/10.000)                                                 | Frequenza non nota                              |
| ------------------------------------------------------ | ---------------------------------------- | ----------------------------- | -------------------------------------------------------- | ---------------------------------------------------------------------- | ----------------------------------------------- |
| Patologie del sistema emolinfopoietico                 |                                          |                               |                                                          | - Trombocitopenia                                                      |                                                 |
| Disturbi del sistema immunitario                       |                                          |                               |                                                          | - Reazione anafilattica                                                |                                                 |
| Disturbi psichiatrici                                  | - Insonnia                               |                               |                                                          |                                                                        | - Disturbi del sonno - Incubi - Depressione     |
| Patologie del sistema nervoso                          | - Cefalea                                |                               |                                                          | - Parestesia - Disestesia - Ipoestesia                                 | - Perdita della memoria                         |
| Patologie vascolari                                    |                                          |                               |                                                          | - Vasculite                                                            |                                                 |
| Patologie gastrointestinali                            | - Dispepsia - Dolore addominale - Nausea |                               |                                                          | - Pancreatite                                                          |                                                 |
| Patologie epatobiliari                                 |                                          |                               |                                                          | - Epatite                                                              |                                                 |
| Patologie della cute e del tessuto sottocutaneo        |                                          |                               | - Reazioni di ipersensibilità - Rash cutaneo - Orticaria | - Eczema - Dermatite - Esantema bolloso - Edema del volto - Angioedema |                                                 |
| Patologie muscoloscheletriche e del tessuto connettivo |                                          |                               | - Mialgia - Debolezza muscolare - Miopatia               | - Rabdomiolisi - Miosite - Reazioni lupus eritematoso simili           |                                                 |
| Patologie dell'apparato riproduttivo e della mammella  |                                          |                               |                                                          |                                                                        | - Riduzione della libido - Disfunzione sessuale |
| Patologie respiratorie, toraciche e mediastiniche      |                                          |                               |                                                          |                                                                        | - Malattia interstiziale polmonare              |

(1) Note per essere spesso associate a sottostanti disordini lipidici

## Controindicazioni
Fluvastatina è controindicata nei soggetti con ipersensibilità nota al principio attivo oppure ad uno qualsiasi degli eccipienti della formulazione farmaceutica. È anche controindicata in presenza di malattie epatiche, in persone che hanno abusato di alcol, nei soggetti che presentano un innalzamento inspiegabile delle transaminasi e nei soggetti affetti da miopatia.
Il farmaco non deve essere assunto dalle donne in gravidanza e nelle donne che allattano al seno oppure che sono in età fertile ma non ricorrono ad adeguate misure contraccettive.

## Dosi terapeutiche
Fluvastatina viene assunta per via orale, in singola somministrazione, meglio se la sera.
Nel caso di assunzione della dose di 80 mg e prescrizione da parte del medico di due assunzioni al giorno, il farmaco va assunto a colazione e a cena. 
Prima di dare inizio alla terapia il paziente deve aver già iniziato una dieta standard ipocolesterolemica, la quale deve proseguire durante il trattamento farmacologico. 
Il dosaggio iniziale e quello di mantenimento devono essere personalizzati a seconda dei livelli di base del colesterolo LDL e dell'obiettivo terapeutico che si desidera raggiungere.
- Ipercolesterolemia primaria e iperlipemia mista

La maggior parte dei soggetti può iniziare la terapia con 20 mg al giorno, pari ad una capsula, assunti la sera. Per i soggetti che necessitano di una riduzione più marcata del colesterolo LDL (superiore al 25%), il dosaggio iniziale raccomandato è 40 mg al giorno, sempre da assumersi alla sera.
- Prevenzione secondaria della cardiopatia coronarica

Nei soggetti con precedenti di coronaropatia e già sottoposti ad un intervento percutaneo di rivascolarizzazione (angioplastica), la dose giornaliera consigliata è di 80 mg al giorno. Questa dose può essere singola serale, oppure suddivisa in due assunzioni, una al mattino a colazione e l'altra la sera a cena.

## Interazioni
- Bezafibrato, gemfibrozil, ciprofibrato, niacina/acido nicotinico: teoricamente la co-somministrazione non ha un effetto clinicamente rilevante sulla biodisponibilità dei farmaci citati, tuttavia poiché è noto un rischio maggiore di miopatia e/o rabdomiolisi in caso di contemporanea assunzione di inibitori dell'HMG–CoA reduttasi in associazione a una qualsiasi di queste molecole, il trattamento di associazione deve essere utilizzato con estrema cautela.
- Ciclosporina: la biodisponibilità della statina non viene aumentata in modo clinicamente significativo in soggetti in terapia stabilizzata con ciclosporina, e l'eventuale aumento non appare comunque clinicamente significativo. In ogni caso è necessaria cautela nel ricorso a tale associazione.
- Colchicina: la terapia di associazione con colchicina ha comportato casi isolati miotossicità, tra cui dolore, debolezza muscolare e rabdomiolisi.
- Warfarin e altri anticoagulanti cumarinici: la somministrazione di fluvastatina e di warfarin non sembra influenzare leconcentrazioni dell'anticoagulante ed il tempo di protrombina. Tuttavia segnalazioni di casi isolati di episodi di sanguinamento e/o aumento dell'indice INR, in soggetti in trattamento concomitante con fluvastatina e warfarin, impongono di monitorare il tempo di protrombina quando il trattamento ha inizio, quando viene interrotta l'assunzione di fluvastatina o quando se ne varia il dosaggio.
- Rifampicina: la somministrazione di fluvastatina in soggetti già in trattamento con rifampicina comporta una riduzione della biodisponibilità della statina di circa il 50%. Per tale motivo la somministrazione a pazienti in terapia protratta con rifampicina (ad esempio in coloro che sono in trattamento per la tubercolosi) richiede un opportuno aggiustamento della dose di statina, per assicurare il raggiungimento dell'obiettivo prefissato di riduzione dei livelli lipidici.
- Fluconazolo: la somministrazione di fluvastatina in soggetti già in trattamento con fluconazolo, noto inibitore del CYP2C9, comporta un aumento dell'esposizione e della concentrazione di picco alla statina. Si deve perciò prestare cautela quando viene attuata questa terapia di associazione.
- Propranololo, digossina, losartan e amlodipina: la somministrazione di fluvastatina in concomitanza con questi farmaci cardiovascolari normalmente non comporta interazioni farmacocinetiche clinicamente significative e perciò non sono richiesti controlli o aggiustamenti della dose.

## Gravidanza e allattamento
La somministrazione di fluvastatina è controindicata in donne che sono in stato di gravidanza. Nelle donne in età fertile si consiglia prima della prescrizione l'esecuzione di un test di gravidanza, quindi di associare alla terapia con fluvastatina delle misure contraccettive efficaci.
Il farmaco riduce la sintesi di colesterolo, molecola fondamentale per la sintesi di steroidi, delle membrane cellulari e di altre sostanze biologicamente attive derivate dal colesterolo, tutti elementi essenziali per lo sviluppo fetale.
Il profilo di tossicità nelle donne in gravidanza non è stato indagato sufficientemente, ma il rischio potenziale che deriva dall'inibizione dell'HMG-CoA reduttasi sembra essere decisamente superiore ai vantaggi attesi del trattamento durante tale periodo.
L'aterosclerosi è un processo cronico e ragionevolmente l'interruzione del trattamento con statina durante la gravidanza dovrebbe avere un impatto molto limitato sul rischio a lungo termine correlato all'ipercolesterolemia primaria.
Qualora, durante il trattamento con fluvastatina, venisse diagnosticata una gravidanza, la terapia con la statina deve essere immediatamente sospesa.
Non ci sono dati certi sulla possibile escrezione di fluvastatina e/o dei suoi metaboliti nel latte materno umano, ma sulla base di alcuni dati preclinici tale escrezione appare probabile Poiché colesterolo e gli altri derivati della biosintesi del colesterolo, inibiti dal farmaco, sono essenziali, a fini precauzionali per non esporre a potenziale tossicità i neonati, l'allattamento al seno durante la terapia farmacologica non è raccomandato.